# 山川猛
山川 猛（やまかわ たけし、1955年2月24日 - ）は、兵庫県姫路市出身の元プロ野球選手（捕手）・コーチ。

## 来歴・人物

### プロ入り前
東洋大姫路高校3年次の1972年夏に夏の兵庫県大会決勝で市神港高を延長15回の末に破って出場を決め、本戦では後にプロでチームメイトとなる掛布雅之を擁する習志野高との1回戦で大会第1号の満塁本塁打を放って勝利に貢献したが、2回戦で高知商業高校に敗れた。
高校卒業後は1973年に駒澤大学へ進学し、東都大学野球リーグでは5度の優勝を経験。同期の森繁和などとバッテリーを組んでいたが、実際には1学年先輩の小川良一や同期の大宮龍男の後塵を拝していて、リーグ戦へ出場する機会が少なかった。
大学卒業後は1977年に石川県金沢市に本社を置く繊維商社「西川物産」へ入社したが、1978年春にチームが活動休止となって1年間は公式戦の出場がなかったがドラフト会議で、当時創設されたばかりの西武ライオンズから3位で指名されたことをきっかけに、球団の1期生としてプロ入りを果たした。背番号は37で、駒大時代の同期生であった森も、住友金属を経て、この会議での1位指名を経て西武へ入団している。

### 西武時代
1年目の1979年には、二軍でイースタン・リーグ公式戦61試合に出場。捕手として29試合でマスクを被る一方で一塁手としても18試合に出場し、6月26日の大洋戦では6回1死からの代打起用で本塁打を放ったものの、捕手や一塁の守備では課題を露呈。5個の捕逸を記録したほか、10月6日の大洋戦では一塁手としてはリーグ最多の1試合3失策を記録し、この試合ではチーム全体でも9個の失策を犯していて、イースタン・リーグの公式戦1試合におけるチーム最多失策記録を更新する羽目になった。
2年目の1980年には、捕手としてイースタン・リーグ公式戦53試合に出場。6月5日の巨人戦で11回裏にサヨナラ安打を放つなど、正捕手格での起用に応え続けた結果、通算11本塁打でリーグ本塁打王のタイトルを獲得。7月29日の対阪急戦（西武）9回表に、捕手として守備に就いたことで一軍初出場。8月9日の日本ハム戦（後楽園）では8番・捕手として一軍で初めてのスタメンマスクを任されたが、この試合では投手陣が3回裏までに4点を失ったほか、打席でも2打席連続で三振を喫したため途中で交代している。一軍公式戦には通算で6試合に出場したが、打撃面では4打席で3三振を喫したほか、守備面では盗塁を3回仕掛けられた末にいずれも成功を許している。
1981年には一軍公式戦終盤の14試合でスタメンマスクを任されていたが、1982年には一軍へ昇格できず、シーズンの終了後に清家政和との交換トレードで阪神タイガースに移籍。西武の前身であるクラウンライターライオンズ最後の正捕手で、1979年から阪神へ移籍していた若菜嘉晴の退団に伴う移籍で、移籍後の背番号は38となった。

### 阪神時代
1983年には笠間雄二や新人・木戸克彦との間で正捕手の座を争ったものの、一軍公式戦への出場は3試合にとどまる。
1984年には安藤統男監督の下で110試合に出場し、笠間から正捕手の座を奪ったものの、打撃面で確実性を欠いていたことなどから、安藤に代わって吉田義男が監督へ復帰した1985年以降は出場機会が減少した。同年には、吉田の方針で木戸が正捕手に据えられたものの、山川も2番手捕手や代打要員としてチーム21年振りのセントラル・リーグ優勝や球団史上初の日本シリーズ制覇に貢献。1988年限りで現役を引退。

### 現役引退後
引退後は阪神で一軍バッテリーコーチ補佐（1989年）を1年だけ務めて退団し、建設会社に営業担当として入社。その後は球団社長からの誘いで球団本部（渉外部）職員として阪神へ復帰し、木戸が球団本部長を務めていた2016年には、木戸の下で編成部のプロスカウトとして活動していた。同年限りで阪神を再び退団したことを機に、学生野球資格の回復に向けた研修を受講。2017年2月27日付で日本学生野球協会から資格回復の適性を認められたことによって、同協会へ加盟する高校・大学の野球部を指導できるようになった。
2017年からは阪神園芸の職員として甲子園のグラウンドキーパーを務めていたが、富山県氷見市で暮らす義母を介護すべく、富山県立氷見高等学校バレーボール部出身の妻と揃って2020年に市内へ移住。同校硬式野球部が2022年の選手権富山大会決勝で惜敗したことや、部員の指導に必要な学生野球資格を回復していたことを背景に、関係者からの依頼で同部のコーチを引き受けた。硬式野球部には既に2人のコーチがいて、山川の就任後も指導を続けているが、いずれも同部の出身者である。
氷見高校野球部は、山川が指導を始めた2022年秋の富山大会で優勝すると、北信越地区高等学校野球大会へ14年振りに出場したばかりか準決勝にまで進出。このような成績に加えて、「所属部員が17名ながら大半が氷見市内の出身者」「地元の小学生向けの野球教室などの普及活動を積極的に展開」といった要素が第95回記念選抜高等学校野球大会（2023年春）に向けた出場校の選考で勘案された結果、富山県勢としては初めての「21世紀枠」で30年振り2度目の選抜大会出場を果たした。
2023年9月からは北陸大学でコーチを務める。

## 詳細情報

### 年度別打撃成績
| 年 度     | 球 団     | 試 合 | 打 席 | 打 数 | 得 点 | 安 打 | 二 塁 打 | 三 塁 打 | 本 塁 打 | 塁 打 | 打 点 | 盗 塁 | 盗 塁 死 | 犠 打 | 犠 飛 | 四 球 | 敬 遠 | 死 球 | 三 振 | 併 殺 打 | 打 率 | 出 塁 率 | 長 打 率 | O P S |
| --------- | --------- | ----- | ----- | ----- | ----- | ----- | -------- | -------- | -------- | ----- | ----- | ----- | -------- | ----- | ----- | ----- | ----- | ----- | ----- | -------- | ----- | -------- | -------- | ----- |
| 1980      | 西武      | 6     | 4     | 4     | 0     | 0     | 0        | 0        | 0        | 0     | 0     | 0     | 0        | 0     | 0     | 0     | 0     | 0     | 3     | 0        | .000  | .000     | .000     | .000  |
| 1981      | 西武      | 20    | 54    | 52    | 5     | 11    | 1        | 2        | 1        | 19    | 3     | 0     | 0        | 1     | 0     | 1     | 0     | 0     | 9     | 0        | .212  | .226     | .365     | .592  |
| 1983      | 阪神      | 13    | 8     | 8     | 0     | 0     | 0        | 0        | 0        | 0     | 0     | 0     | 0        | 0     | 0     | 0     | 0     | 0     | 5     | 1        | .000  | .000     | .000     | .000  |
| 1984      | 阪神      | 114   | 281   | 249   | 32    | 48    | 7        | 1        | 10       | 87    | 25    | 1     | 0        | 8     | 1     | 22    | 7     | 1     | 53    | 9        | .193  | .260     | .349     | .609  |
| 1985      | 阪神      | 48    | 89    | 80    | 12    | 17    | 4        | 0        | 4        | 33    | 10    | 0     | 0        | 2     | 0     | 7     | 2     | 0     | 19    | 1        | .213  | .276     | .413     | .688  |
| 1986      | 阪神      | 24    | 11    | 10    | 2     | 2     | 0        | 0        | 0        | 2     | 1     | 0     | 0        | 0     | 0     | 1     | 0     | 0     | 5     | 0        | .200  | .273     | .200     | .473  |
| 1987      | 阪神      | 30    | 32    | 31    | 2     | 6     | 1        | 0        | 2        | 13    | 3     | 0     | 0        | 0     | 0     | 0     | 0     | 1     | 10    | 1        | .194  | .219     | .419     | .638  |
| 1988      | 阪神      | 2     | 2     | 2     | 0     | 0     | 0        | 0        | 0        | 0     | 0     | 0     | 0        | 0     | 0     | 0     | 0     | 0     | 1     | 0        | .000  | .000     | .000     | .000  |
| 通算：8年 | 通算：8年 | 257   | 481   | 436   | 53    | 84    | 13       | 3        | 17       | 154   | 42    | 1     | 0        | 11    | 1     | 31    | 9     | 2     | 105   | 12       | .193  | .249     | .353     | .602  |

### 年度別守備成績
| 1980 | 6   | 3   | 3   | 0  | .000 |
| 1981 | 20  | 25  | 20  | 5  | .200 |
| 1983 | 10  | 1   | 1   | 0  | .000 |
| 1984 | 114 | 97  | 59  | 38 | .392 |
| 1985 | 35  | 29  | 24  | 5  | .172 |
| 1986 | 6   | 5   | 3   | 2  | .400 |
| 1987 | 17  | 8   | 5   | 3  | .375 |
| 通算 | 208 | 168 | 115 | 53 | .315 |

### 記録
- 初出場：1980年7月29日、対阪急ブレーブス後期3回戦（西武ライオンズ球場）、9回表に捕手として出場
- 初先発出場：1980年8月9日、対日本ハムファイターズ後期3回戦（後楽園球場）、8番・捕手として先発出場
- 初安打：1981年8月30日、対日本ハムファイターズ後期8回戦（西武ライオンズ球場）、8回裏に高橋一三から単打
- 初打点：1981年9月29日、対近鉄バファローズ後期13回戦（日生球場）、5回表に山口哲治から2点適時打
- 初本塁打：1981年10月4日、対ロッテオリオンズ後期13回戦（西武ライオンズ球場）、6回裏に梅沢義勝からソロ

### 背番号
- 37 （1979年 - 1982年）
- 38 （1983年 - 1988年）
- 86 （1989年）